# Corps royal des troupes coloniales en Somalie italienne
Le corps royal des troupes coloniales somaliennes (en italien : Regio corpo truppe coloniali della Somalia italiana) était le corps colonial de l'armée royale italienne basé au Somaliland italien, dans l'actuelle Somalie du nord-est, du centre et du sud.

## Histoire

### Création
À la fin du XIXe siècle, Mogadiscio était sous le contrôle conjoint du Sultanat Geledi somalien (qui, détenant également la région de Chébéli à l'intérieur du pays, était à l'apogée de sa puissance), de l'imamat de Hiraab et du sultan de Zanzibar omanais. Mogadiscio est ensuite devenue la capitale de la nouvelle colonie italienne du Somaliland.
Le 5 avril 1908, le Corps royal des troupes coloniales somaliennes a été créé, après que les Italiens eurent pris la région sud du Banaadir au sultan de Zanzibar,. Les troupes étaient initialement appelées "Corps de garde du Benadir" (en italien: Corpo della Guardia di Benadir). Cependant, après que le territoire ait été rebaptisé du Protectorat italien de la côte de Benadir au Somaliland italien, les troupes ont été officiellement connues sous le nom de Corps royal des troupes coloniales somaliennes.
En 1908, le Corps royal a pris le nom définitif de Corps royal des troupes coloniales en Somalie italienne (Regio corpo truppe coloniali della Somalia italiana). Il comprenait un commandement, un groupement de Zaptié, 5 compagnies locales et une compagnie de canonniers locaux.
En 1907, les rebelles Bimal perdent à nouveau à Dongab et Danane, vaincus par 500 soldats somaliens et des Ascari érythréens sous les ordres du capitaine Vitali. Les forces étaient soutenues par le navire RN "Staffetta. Entre le 11 et le 12 juillet 1908, les troupes dirigées par le major Antonino Di Giorgio conquièrent la ville de Merka, après avoir affronté les rebelles de Merére et occupé Afgooye. Après une série de victoires italiennes, le sultan de Geledi et son armée de 5 000 hommes sont maîtrisés.

### Campagne du Somaliland
Les Britanniques sont convaincus de la nécessité de l'aide italienne dans leur campagne contre les forces derviches de Diiriye Guure. Cependant, le souvenir de la désastreuse bataille d'Adoua inhibe toute ardeur italienne à agir dans la région de la Corne. En 1903, le ministère italien des Affaires étrangères autorise les Britanniques à débarquer des forces à Hobyo. Un commandant de la marine italienne au large de Hobyo craint "que l'expédition ne se termine par un fiasco ; le Mollah fou deviendra un mythe pour les Britanniques, qui ne le rencontreront jamais, et une grave préoccupation pour... notre sphère d'influence".

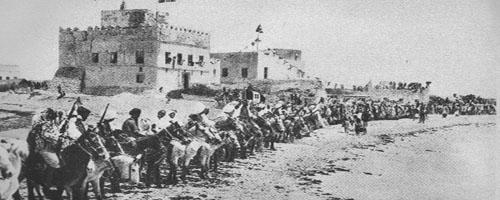
La cavalerie et le fort du sultanat d'Hobyo.

Les relations entre le sultanat d'Hobyo et l'Italie se dégradent lorsque le sultan Yusuf Ali Kenadid refuse la proposition des Italiens de permettre aux troupes britanniques de débarquer dans son sultanat afin qu'elles puissent ensuite poursuivre leur combat contre les forces derviches de Diiriye Guure. Considéré comme une trop grande menace par les Italiens, Kenadid est exilé d'abord dans le protectorat d'Aden sous contrôle britannique, puis en Érythrée italienne, tout comme son fils Ali Yusuf, l'héritier présomptif de son trône. En mai, le Foreign Office britannique se rend compte de l'erreur et fait nommer le fils de Kenadid régent, juste à temps pour prévenir une attaque de l'armée du sultan à Mudug.
L'expédition se solde par un échec peu après. Les forces de Diiriye Guure défont un détachement britannique près de Gumburru puis un autre près de Daratoleh. Avec 1 200 à 1 500 fusils, 4 000 poneys et quelques lanciers, il occupe la vallée du Nugaal depuis Halin, dans le protectorat britannique, jusqu'à Ilig (ou Illig) sur la côte sous contrôle italien. La principale force britannique près de Galad (Galadi), sous les ordres du général William Manning, se replie vers le nord le long de la ligne Buuhoodle-Burao-Sheikh. Cette "ancienne ligne établie" avait déjà été percée par Guure lorsqu'il avait envahi le Nugaal. À la fin du mois de juin, le retrait était complet.
En 1925, les Dubats ont été créés. Ces troupes irrégulières somaliennes ont d'abord servi sous les ordres du major Camillo Bechis comme forces de guérilla du Corps royal, utilisant parfois des chameaux. Les troupes ont principalement opéré dans la région de l'Ogaden.

### Deuxième guerre italo-éthiopienne & Afrique orientale italienne

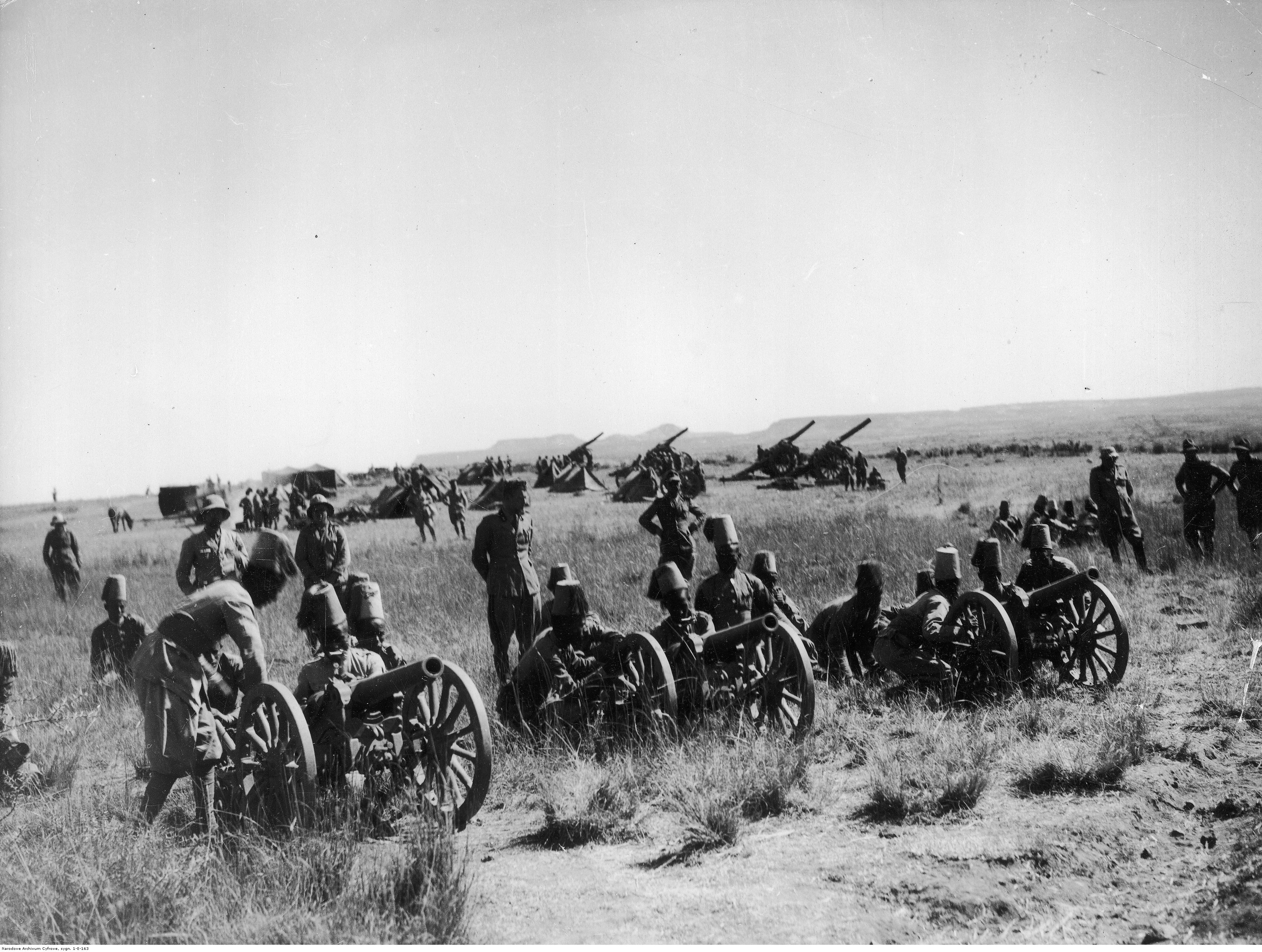
Artillerie italienne opérée par les troupes somaliennes "Ascari" en 1936

Pendant la seconde guerre italo-éthiopienne, les troupes coloniales somaliennes ont servi aux côtés des soldats italiens et érythréens dans une deuxième tentative des troupes italiennes de vaincre les forces éthiopiennes.
Lors de la bataille de l'Ogaden, commandée par le général Luigi Frusci qui devait avancer jusqu'au point central du "mur de Hindenburg" des défenses éthiopiennes sous le commandement de Vehib Pacha (un conseiller militaire de l'armée éthiopienne), le corps royal des troupes coloniales somaliennes a combattu courageusement en avril 1936 en battant les troupes éthiopiennes. Ils ont reçu une "Médaille d'or militaire" italienne principalement pour cette victoire.
Le 5 mai 1936, les troupes italiennes s'emparent d'Addis-Abeba après avoir vaincu l'Éthiopie au cours de la seconde guerre italo-abyssinienne. Benito Mussolini proclame alors la création de l'Afrique orientale italienne (Africa Orientale Italiana - AOI), qui réunit l'Érythrée italienne et le Somaliland italien avec l'Éthiopie vaincue. Addis-Abeba est ensuite devenue la capitale de l'Afrique orientale italienne.

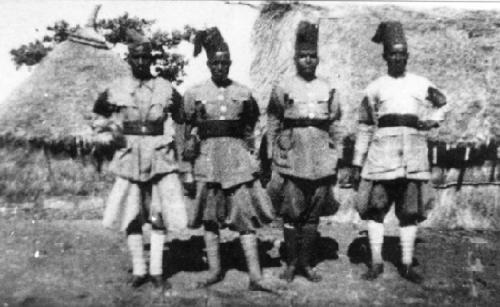
Groupe de Zaptié dans le Somaliland italien (1939).

Les troupes coloniales somaliennes seront ensuite fusionnées avec d'autres troupes royales, créant même la police de l'Afrique italienne et les "carabiniers" somaliens (Zaptié).
En 1940, les troupes coloniales somaliennes ont été officiellement ajoutées à l'armée italienne, créant les divisions somaliennes italiennes (101e et 102e).
Après la Seconde Guerre mondiale, un ancien membre du corps des Zaptìé, Siad Barre, devient président de la Somalie de 1969 à 1991.

## Forces

### Corps royal italien des troupes coloniales de Somalie à partir de décembre 1918[14].
- Siège du RCTC de Somalie (Mogadishu)
- Commissariats régionaux
- Résidences
- 9 Compagnies arabo-somaliennes
- 1 compagnie d'Amhara
- 16 sections de mitrailleuses
- 1 compagnie d'artillerie indigène
- 1 entreprise spécialisée dans les génies
- direction de l'artillerie
  - Entrepôts d'artillerie
  - Laboratoire d'artillerie militaire
- Direction de la santé
  - Infirmeries coloniales
- Bureau vétérinaire
- Bureau du commissariat
  - Entrepôt de produits alimentaires, de vêtements et d'équipements
  - Tribunal militaire
- Bureau des transports
  - 1 section automobilistes
  - 1 unité d'école d'automobilistes

### Corps d'occupation provisoire pour Over Juba à partir de janvier 1923[14]
- Commando
- 1 corps de Zaptiés
- 6 bataillons arabo-somaliens
- 1 compagnie de garnison
- 2 escadrons blindés
- 1 division de dépôt
- 1 compagnie d'artillerie indigène
  - 7 sections de chameaux
- 10 sections d'artillerie de position

### Corps royal des troupes coloniales de la Somalie italienne en juillet 1926[15]
- Commandement RCTC de la Somalie (Mogadiscio)
- Commandement de l'artillerie
- 1 corps de Zaptiés
- 6 bataillons arabo-somaliens
- 2 escadrons de véhicules blindés.
- 1 compagnie de garnison
- 1 division de dépôt
- 7 sections d'artillerie de chameau
- 1 compagnie de canons (à partir de 70/15)
- 10 sections d'artillerie en position
- 1 entrepôt de nourriture, de vêtements et d'équipements

### Corps royal des troupes coloniales de la Somalie italienne à partir de décembre 1934[15]
- Commandement RCTC de la Somalie (Mogadiscio)
- Commandement tactique
- Commandement de l'artillerie
- 4 Commandes du groupement Somali-Arabe
- Ier Bataillon Arabe-Somali
- IIe bataillon arabo-somalien
- IIIe Bataillon Arabo-Somalien
- IVe Bataillon Arabo-Somalien
- Ve bataillon arabo-somalien
- VIe bataillon arabo-somalien
- VIIe bataillon arabo-somalien
- VIIIe bataillon arabo-somalien
- IXe bataillon arabo-somalien
- Xe bataillon arabo-somalien
- XIe bataillon arabo-somalien
- XIIe bataillon arabo-somalien
- Groupement des bandes deubat
- 6 groupes de bandes dubat.
- 5 unités de mitrailleuses indigènes
- 1 groupe d'artillerie motorisée
  - 3 piles
- 8 sections d'artillerie de position (à partir de 70/15)
- 7 batteries d'artillerie de chameau
- 1 bataillon de chars rapides
  - 3 compagnies de chars rapides (avec CV33)
  - 1 section de véhicules blindés (avec Fiat 611)
- 1 société mixte de génie
- 1 section automotrice
- Services de corps

### Corps indigène somalien - GénéralLuigi Frusci[16]
- Ier Arab-Somali
- IIe bataillon arabo-somalien
- IIIe Bataillon Arabo-Somalien
- IVe Bataillon Arabo-Somalien
- Ve bataillon arabo-somalien
- VIe bataillon arabo-somalien
- Groupement des bandes deubat
  - 6 groupes de musique dubat.
- 1 groupe d'artillerie motorisée
- 7 batteries d'artillerie de chameaux
- 1 société d'ingénieurs mixtes
- Services de corps

### Secteur "Somalie occidentale" - GénéralCarlo Geloso[16]
- 13 compagnies de garnison somaliennes
- 8 sections d'artillerie en position (à partir de 70/15)
- Services sectoriels

## Honneurs
- Médaille d'or de la valeur militaire  - Décernée pour héroïsme pendant la guerre italo-éthiopienne du 3 octobre 1935 au 5 mai 1936.
- Avec l'audace propre à la race - nourrie par l'amour du Drapeau et la foi dans le plus haut destin de l'Italie sur la terre d'Afrique - il a donné, pendant la guerre, d'innombrables preuves de l'héroïsme le plus éclatant. Avec une générosité aussi grande que sa loyauté était sûre, il a offert son sang pour la consécration de l'Empire italien. Guerre italo-éthiopienne, 3 octobre 1935 - 5 mai 1936. - 19 novembre 1936.

## Source
- (en) Cet article est partiellement ou en totalité issu de l’article de Wikipédia en anglais intitulé « Royal Corps of Somali Colonial Troops » (voir la liste des auteurs).